# Pseudocophotis kontumensis
Espèce
Pseudocophotis kontumensis est une espèce de sauriens de la famille des Agamidae.

## Description

### Couleur
Il existe deux types de coloration physiologique, pour le jour et pour la nuit. La coloration diurne est plus claire avec deux larges bandes blanches transversales entre les membres et une bande claire moins développée dans la région du cou. Six bandes diffuses traversent la queue. Le fond général de la coloration est brun avec un dessin libre verdâtre sur la tête. Les supralabiales et les infralabiales sont grises. Au-dessus des supralabiales, de l'extrémité du museau à l'interception du cou, passe une bande claire qui est vert clair du museau à l'œil. De l'œil au cou, cette bande devient jaune-brun. La couleur de la face ventrale est vert-grisâtre. L'arrière-plan général et le motif créent des conditions de camouflage favorables sur les troncs d'arbres. La coloration nocturne est généralement plus foncée.  

## Répartition
Cette espèce est endémique de la province de Kon Tum au Viêt Nam. 

## Étymologie
Son nom d'espèce, composé de kontum et du suffixe latin -ensis, « qui vit dans, qui habite », lui a été donné en référence au lieu de sa découverte, la province de Kon Tum.

## Habitat
Pseudocophotis kontumensis est arboricole et préfère la forêt pluviale. Tous les individus ont été rencontrés sur la végétation (buissons et petits arbres).

## Comportement et alimentation
L'espèce est très discrète et bien camouflée sur l'écorce. Elle a été observée le jour, se déplaçant très lentement et n'a jamais été aperçue au sol. La nuit, l'espèce dort sur les branches des buissons et des arbres à une hauteur de 2 à 4 m. En captivité, ils mangent des grillons et des cafards.

## Reproduction
Les femelles pondent 6 à 8 œufs en juin.

## Publication originale
- Ananjeva, Orlov, Truong & Nazarov, 2007 : A new species of Pseudocophotis (Agamidae: Acrodonta: Lacertilia: Reptilia) from central Vietnam. Russian Journal of Herpetology, vol. 14, no 2, p. 153-160.